# Douglas (voornaam)

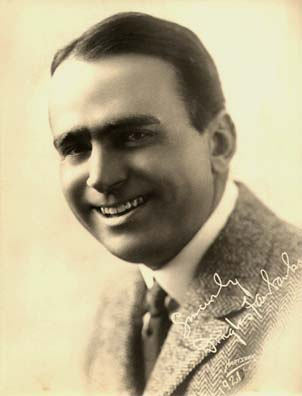
Douglas Fairbanks

Douglas is een Engelstalige jongensnaam. Het is van oorsprong een aardrijkskundige naam in het Gaelic, dub(h)glas. De naam bestaat uit twee delen: het eerste deel betekent "zwart" of "donker" en het tweede "groen".  De naam werd eerst gebruikt als een Schotse achternaam, om vervolgens ook als voornaam te worden gebruikt.

## Bekende naamdragers
- Douglas Adams, Engels schrijver
- Douglas Engelbart, Amerikaans elektrotechnicus
- Douglas Fairbanks, Amerikaans acteur, filmproducent en scenarioschrijver
- Douglas Fairbanks jr., Amerikaans acteur
- Douglas Haig, Brits militair
- Douglas Hofstadter, Amerikaans hoogleraar in cognitieve wetenschappen
- Douglas Hurd, Brits politicus en diplomaat
- Douglas Hyde, Iers dichter en letterkundige, eerste president van Ierland
- Douglas Lowe, Brits atleet
- Douglas MacArthur, Amerikaans generaal
- Douglas Mawson, Australisch geoloog en poolonderzoeker
- Douglas Osheroff, Amerikaans natuurkundige
- Douglas Soltis, Amerikaans botanicus
- Douglas Franco Teixeira, Braziliaans-Nederlands voetballer
- Douglas Trumbull, Amerikaans filmregisseur en -producent
- Douglas Wakiihuri, Keniaans atleet